# Коллино
Ко́ллино (эст. Kollino) — деревня в волости Антсла уезда Вырумаа, Эстония.

## География и описание
Расположена в 25 километрах к западу от уездного центра — города Выру. Расстояние до волостного центра — города Антсла — около полутора километров. Высота над уровнем моря — 86 метров.
Климат умеренный. Официальный язык — эстонский. Почтовый индекс — 66408.

## Население
По данным переписи населения 2021 года, в Коллино насчитывалось 70 жителей, из них 67 (95,7 %) — эстонцы.
По состоянию на 1 января 2020 года в деревне насчитывалось 79 жителей, из них 43 женщины и 36 мужчин; детей в возрасте до 14 лет включительно — 12, лиц пенсионного возраста (65 лет и старше) — 14.
По данным переписи населения 2011 года, число жителей деревни составляло 84 человека, из них 79 (94,0 %) — эстонцы.
Численность населения деревни Коллино по данным переписей населения СССР и Департамента статистики Эстонии:
| Год  | 1959 | 1970  | 1979  | 1989  | 2000  | 2011 | 2017 | 2018 | 2019 | 2020 | 2021 |
| ---- | ---- | ----- | ----- | ----- | ----- | ---- | ---- | ---- | ---- | ---- | ---- |
| Чел. | 246  | ↘ 211 | ↗ 324 | ↗ 327 | ↘ 310 | ↘ 84 | ↗ 89 | ↗ 90 | ↘ 81 | ↘ 79 | ↘ 70 |

## История
В письменных источниках 1716 года упоминается Koljo Hinni Jürri, 1782 года — Kolly Hinny Johann, 1811 года — Kollino Tomas, 1839 года — Kollina.
Деревня выросла из поселения, возникшего в середине XX века на месте бывшей скотоводческой мызы. Последняя в свою очередь была основана на месте хутора Коллино (Kollino) в первой половине XIX века.

## Комментарии
1. ↑  Эстонские топонимы, оканчивающиеся на -а, не склоняются и не имеют женского рода (исключение — Нарва)[7].